# Franc Hafner
Franc Hafner, slovenski atlet, rojen 9. februar 1936, Ljubljana.
Po poklicu je bil črkoslikar, atlet pa od leta 1952 do 1966 kot član ŽAK Ljubljana. Bil je mladinski prvak in rekorder Jugoslavije, šestindvajsetkrat je nastopil za jugoslovansko reprezentanco. Sedemkrat je bil državni prvak, v letih od 1958 do 1962 je bil petkratni prvak Jugoslavije v kategoriji 3000 metrov tek z zaprekami, leta 1960 in 1962 prvak v krosu. V letu 1961 je postavil Jugoslovanski rekord v kategoriji tek z ovirami na 3000 metrov s časom 8.45,6. 
Poleg tega se je udeležil tudi več mednarodnih tekmovanj, med njimi Mediteranskih iger leta 1959 v Bejrutu, kjer je dosegel tretje mesto,  Olimpijskih iger v Rimu leta 1960, Evropskega prvenstva v Beogradu leta 1962.
Je mednarodno kvalificiran atletski sodnik in štarter, prejemnik več priznanj, med njimi Bloudkovega priznanja, priznanja Jugoslovanskega olimpijskega komiteja in zlate plakete ASJ.
V poznejših letih se je začel ukvarjati s slikarstvom, njegove slike si je bilo možno ogledati na več razstavah.